# 6. ročník udílení Zlatých glóbů
6. ročník udílení Zlatých glóbů se konal 16. března 1949 v Los Angeles. Ani tentokrát Asociace zahraničních novinářů v Hollywoodu neuvedla nominace, ale jenom vítěze za předešlý rok. V kategorii Nejlepší film byly vítězné hned dva snímky. Poprvé (a naposled) se Zlatý glóbus dostal do bývalého Československa. Herec Ivan Jandl jej získal za svůj výkon v dramatickém filmu Poznamenaní. Cenu si vzhledem k politické situaci v zemi převzít nemohl. Jandl získal za stejnou roli i Oscara a obě jeho ceny jsou dodnes v Národním filmovém archivu.

## Vítězové
Nejlepší film
- Johnny Belinda & Poklad na Sierra Madre

Nejlepší režie
- John Huston – Poklad na Sierra Madre

Nejlepší herečka
- Jane Wyman – Johnny Belinda

Nejlepší herec
- Laurence Olivier – Hamlet

Nejlepší herečka ve vedlejší roli
- Ellen Corby – I Remember Mama

Nejlepší herec ve vedlejší roli
- Walter Huston – Poklad na Sierra Madre

Nejlepší scénář
- Richard Schweizer, David Wechsler – Poznamenaní

Nejlepší hudba
- Brian Easdale – Červené střevíčky

Nejlepší kamera
- Gabriel Figueroa – Perla

Mladistvý herecký výkon
- Ivan Jandl – Poznamenaní

Nejlepší film podporující porozumění mezi národy
- Poznamenaní – Švýcarsko

Nejlepší zahraniční film
- Laurence Olivier – Hamlet